# マディーナ・メトロ
マディーナ・メトロ (アラビア語: مترو المدينة المنورة、英語: Madinah Metro) またはメディナ・メトロ (英語: Medina Metro) は、サウジアラビアのマディーナで計画中の地下鉄である。

## 計画
2013年11月4日、閣僚評議会はマディーナに8年以内に地下鉄が建設されることを発表した。このプロジェクトの委員会は、マディーナ州知事のファイサル・ビン・サルマーン王子が議長を務めることになっていた。
2015年3月、マディーナ地下鉄開発局はSYSTRAとEgis Groupとの間で、フィジビリティスタディと地下鉄の予備設計を行う1年間の契約を結んだ。マディーナ・メトロは2020年に開業予定である。

## 路線
- 1線
- 2線
- 3線

総延長距離は95 kmで、地下区間は25 km、地上区間は48 kmとなる計画である。